# 博科圣地

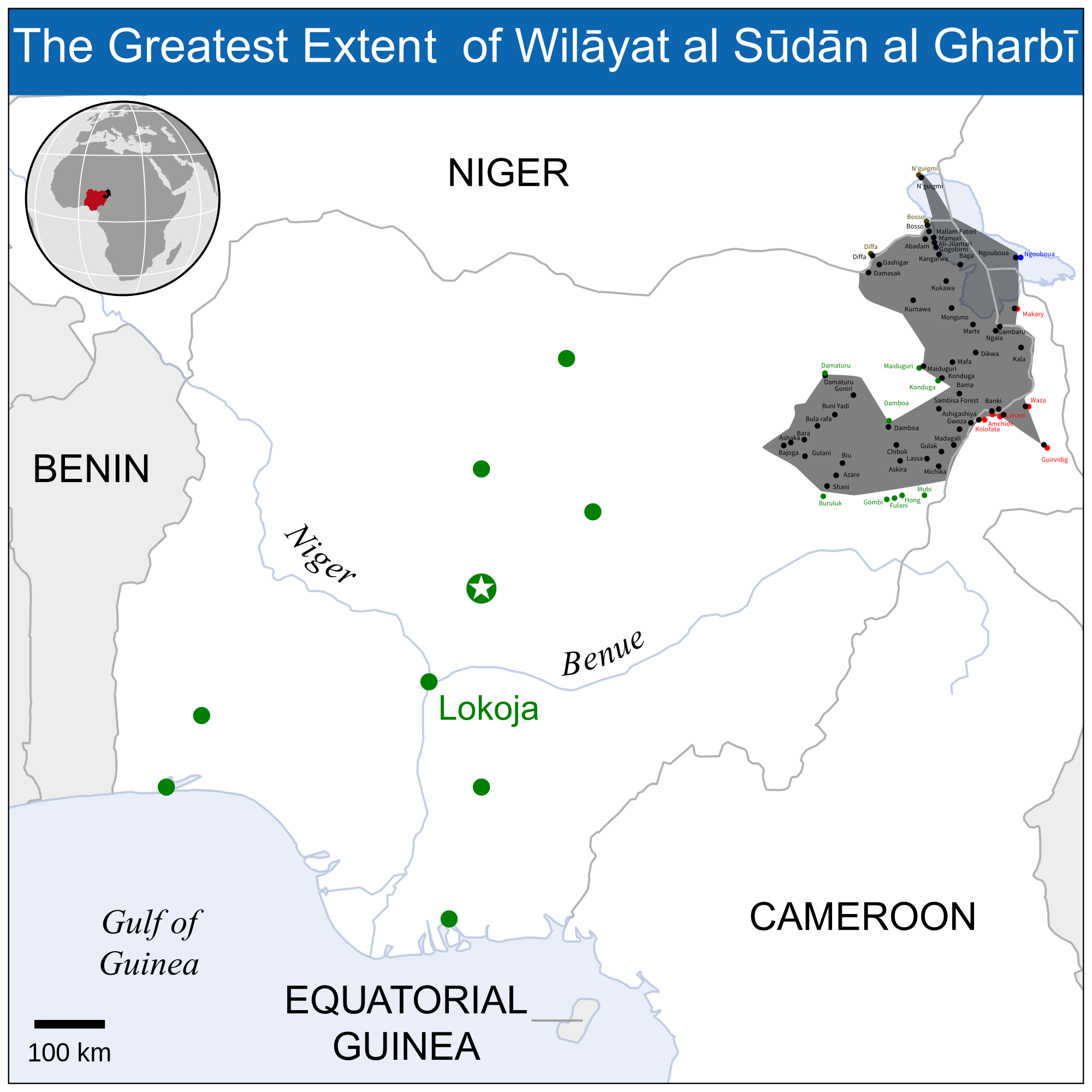
该组织活跃的地区，在尼日利亞的東北部

博科聖地，曾經改名為伊斯蘭國西非省（ Wilayat Garb Ifrqiya），原名致力传播先知教导及圣战人民軍（ jama'atu ahlis sunna lidda'awati wal-jihad），是一个尼日利亚的伊斯兰教原教旨主义组织，目标是主张在尼日利亚全国推行穆罕默德先知的伊斯兰教法，以及透過聖戰，成為哈里發國的一部份，有着尼日利亚的“塔利班”之称。阿布巴卡尔·谢考在2015年宣布效忠“伊斯兰国”并将“博科圣地”改名为“伊斯兰国西非省”，但謝考在2016年與伊斯蘭國分道揚鑣。

## 名称
「博科聖地」（Boko Haram）是該組織發源地邁杜古里的居民對其的豪萨语称呼，大意为“禁止西方教育”，這個名稱比起該組織先後使用的兩個正式名稱都更為外界常用。Boko在豪萨语的本意是“假的”，此处指代西方世俗教育。Haram来源于阿拉伯语（ḥarām），意为“非法”、“禁戒”、“神圣不可侵犯”等。Boko Haram在中文媒體常被譯為「博科聖地」（尽管“圣地”在阿拉伯文中写作 (ḥaram)），或純音譯「博科哈蘭」、「博科哈拉姆」。

## 历史
尼日利亚人口的50%信仰伊斯兰教，而基督徒占本国人口的40%－48.2%，穆斯林主要居住在该国北部，基督徒主要集中在南部。博科圣地于2002年在尼日利亚东北部的邁杜古里创建，当地居民大多信奉伊斯蘭教。该组织以反对西方文化和教育为宗旨，宣扬西方教育是亵渎伊斯蘭教的罪恶之物。
该组织经常使用炸弹袭击来扩大自己的影响力。自从2009年发生教派暴力冲突以来，该组织逐渐被国际社会所了解。2011年它已经宣称对尼日利亚超过450人死亡负责。截至2014年4月该组织的袭击活动已累计致近5,000人死亡。
2014年5月中旬，西非领导人在法国巴黎召开紧急峰会，同意对博科圣地“宣战”。法国总统奥朗德表示非洲地区领导承诺分享情报、协调行动对抗博科圣地。2014年5月22日，聯合國安全理事會宣佈將博科聖地加入「基地组织制裁名单」中，並對博科聖地實施相關制裁措施。6月21日，美国国务院首次将“博科圣地”3名头目阿布巴卡爾·謝考、阿布巴卡尔·坎巴尔和哈立德·巴尔纳维列入“外国恐怖分子”名单。該年8月下旬，博科圣地宣布已在尼日利亚东北部建立了一个伊斯兰国。其头目阿布巴卡尔·谢考宣称，尼日利亚果扎现在其伊斯兰国的管辖下。尼日利亚军方则否认该说法，强调“尼日利亚的主权和领土完整没有受损”。
2015年3月7日，该组织正式宣佈效忠伊斯蘭國。同年4月更名为“伊斯兰国西非省”。同年4月1日，联合国人权事务高级专员扎伊德·拉阿德·侯赛因表示，博科聖地迄今已杀害至少15,000人并导致100萬人流离失所，无数村庄被洗劫摧毁，至少300所学校被毁，大量妇女和女童遭到性侵害、残忍虐待并沦为性奴隶。9月24日，一名被尼日利亞軍方捕獲的博科聖地領導Bulama Modu在被審問時承認，自己「看不懂古蘭經」和「不懂得（伊斯蘭）禮拜」。
2016年，博科聖地分裂為效忠阿布·穆薩布·巴納維的「伊斯蘭國西非省」派和謝考的「博科聖地」派。

## 立场
该组织不仅仅反对西方教育和文化，还反对现代科学。他们禁止民众穿衬衫和短裤，也禁止民众参与选举性投票，因为他们认为没有信仰的人正掌控着这个国家。
2009年，BBC采访该组织的领导人穆罕默德·優素福时，他表示如果与伊斯兰教教义相矛盾，他会拒绝承认地球是圆的、查爾斯·達爾文的理论、雨水是来自被太阳蒸发的水等事实。

## 袭击事件
2019年12月有聯合國官員表示博科聖地叛亂已造成超過36,000人喪生，當中約一半是平民。

### 2009年
- 2009年，在约贝州，该组织成员使用载满燃料的车和毒箭袭击警察局[36]。7月30日，组织领导人優素福被安全部队打死[37]。

### 2010年
- 1月，该组织在博尔诺州的Dala Alemderi ward发动袭击，打死4人[38]。
- 9月7日，该组织释放了包奇州一座监狱里超过700名囚犯[39]。12月，该组织在首都的一个市场发动炸弹袭击，后来有92名成员被警察逮捕[40]。

### 2011年
- 1月28日，博尔诺州全体尼日利亚人民党（英语：All Nigeria Peoples Party）（All Nigeria People's Party，ANPP）参加2011年4月州长选举的候选人、候选人的兄弟、4名警官和1名12岁的男孩遭到暗杀，该组织被认为是实施者。此外，来自ANPP的候选人Modu Fannami Gubio也被怀疑死于该组织的暗杀[41][42]。
- 2月8日，该组织宣布和平条件：他们要求博尔诺州州长、参议员Ali Modu Sheriff立即辞职，并要回所有位于州府邁杜古里的清真寺[43]。3月29日，在博尔诺州的邁杜古里，警察拆除了一颗藏于ANPP选举集会上的炸弹，炸弹是该组织放置的。
- 4月1日，该组织袭击了一个位于包奇州的警察局。4月9日，位于邁杜古里的一个投票站受到炸弹袭击。4月15日，邁杜古里的独立选举委员会受到炸弹袭击，当天在别的地方有一些人也遭到枪击。人們懷疑這是博科聖地的行動。4月20日，在邁杜古里该组织杀死一名穆斯林传教士，并攻击了几个警察。4月22日，该组织袭击了阿達馬瓦Yola的一个监狱并释放了14名囚犯[44]。
- 5月29日，该国北部发生爆炸事件造成15人死亡[45]。6月17日，该组织宣布对前一天首都警察总部大楼发生的爆炸案件负责，官方认为这是该国发生的第一起自杀式炸弹袭击[46]。
- 6月26日，该组织在邁杜古里的beer garden制造了一起炸弹袭击，车上的武装分子将爆炸物扔进一处饮水点，造成25人死亡。[47]6月27日，在邁杜古里又发生一起炸弹袭击，造成2名女孩遇难，以及3名海关人员受伤[48]。
- 7月3日，在邁杜古里的一個警察啤酒園遭到炸彈襲擊，造成至少10人死亡[49]。7月10日，在尼日尔州蘇雷賈（英语：Suleja）的一个基督教堂发生爆炸[50]。
- 8月12日，在博尔诺州的Ngala，一名重要的穆斯林传教士Liman Bana在从清真寺回家的途中被射杀[51]。8月26日，位于首都的联合国机构大楼受到自杀式汽车炸弹袭击，造成至少21人死亡和大量人受伤。该组织的发言人此后宣称对事件负责[52]。
- 10月16日，警察怀疑邁杜古里的政治人物Modu Bintube在他家外死于该组织的暗杀[53]。10月22日，该组织发言人Abu Qaqa表示：该组织杀死了电视台记者Alhaji Zakariya Isa，因为Alhaji是一个政府告密者[54]。
- 11月5日，在博尔诺州和约贝州发生了一系列袭击事件，其中在達馬圖魯的袭击造成67人死亡。该组织对事件负责并表示会制造更多的类似事件[55][56]。
- 12月25日圣诞节，该组织在北部的马达拉、乔斯、甘达卡和達馬圖魯城镇的基督教堂发动炸弹袭击，造成40人死亡，50多人受伤[57]。

### 2012年
- 1月6日，武装分子襲击了阿達馬瓦州的穆比镇的一個會堂，当时人们聚集在那里哀悼在前一天被杀的基督徒。根据当地红十字会表示这次袭击連同先前襲擊共造成21人死亡，當地居民表示死者大多是伊博族人。在阿達馬瓦州首府約拉一处针对基督教堂的基督徒的袭击也造成8人死亡[58]。当天晚些时候博科圣地的一名发言人称该组织对6日的这两起袭击事件负责，同时也对5日在Gombi射杀基督教堂的6人负责。此外，一对基督徒夫妇在博爾諾州的首府邁杜古里被极端组织射杀[58]。约贝州的警察对记者表示他们当天与博科圣地的武装分子在大街上发生了交战。事件发生之后，数百名基督徒开始逃离该国北部地区，教会官方也敦促人们不要采取报复行动[58]。
- 1月20日，尼日利亚北部最大城市卡诺市发生连环爆炸与枪击事件，造成至少80人死亡。警方证实包括警方总部、一个地区警察局、一个秘密警察局、一个护照办公室与移民部门大楼等8个地点遭到袭击，BBC报道博科圣地宣布对这次系列爆炸负责，理由是卡诺州政府拒绝释放被关押的该组织成员[59]。21日，卡诺州政府官员表示20日傍晚发生的多起爆炸已导致至少150人死亡[60]。截止23日，最终死亡人数达到185人[61]。
- 2月16日，该组织成员袭击了科吉州的一个监狱，释放了其中的119名犯人[62]。

### 2013年
- 1月8日，殺害9名為兒童接種小兒麻痺疫苗的醫務人員。2月10日殺害3名朝鮮医生[63]。
- 5月7日，该组织袭击尼东北部巴马镇的军营、警察局和监狱，有22名警察、14名狱警、2名士兵和4名平民在袭击中丧生，13名该组织成员在交火中被击毙。这是该组织2009年来发动的最血腥袭击之一。[64]
- 7月6日，约贝州的一所学校遇袭造成至少42人死亡，丧生者绝大部分为学校就读的学生，另外也有一些为工作人员以及教职人员。[65]
- 9月29日凌晨，约贝州古杰巴（Gujba）市的农业学院遭到袭击，武装分子向熟睡中的大学生开枪。目击者称，袭击造成至少42人死亡。[66]

### 2014年
- 2月15日，該組織在博爾諾州的伊茲格村（Izghe）屠殺當地居民，造成106人死亡。[67]
- 3月14日，博爾諾州首府邁杜古里一個軍營被武裝分子攻击，至少207名疑似博科聖地成員及5名政府軍被殺。[68]
- 4月14日，首都公車站於早上上班尖峰時段發生炸彈爆炸事件，导致71人死亡，124人受傷，16輛豪華旅遊車和24輛小巴被毀。博科聖地被懷疑是主謀[69]。4月14日，来自尼日利亚博尔诺州奇博克镇公立中学的200多名女学生遭到该组织绑架。
- 5月5日，靠近喀麦隆边界的一个城镇遭博科圣地袭击，300多人被打死，当地一位居民估计死亡人数有500多人。[70]5月13日，博科聖地武裝分子在博爾諾州襲擊三條村，在其中的Tsangayari和Garawa兩村遭到民間武裝頑強抵抗，超過200名博科聖地分子被殺。[71]5月16日，疑似博科圣地武装分子攻击喀麦隆中企，造成1人受伤，10人失联。[72]5月26日，疑似博科聖地武裝分子襲擊約貝州布尼亞迪鎮，24名政府軍及21名警察被殺。[73]
- 6月1日，阿達馬瓦州穆比鎮一場足球賽後發生炸彈攻擊事件，被懷疑是博科聖地所為。[74]
- 12月1日，博科聖地武裝分子襲撃尼日利亞約貝州首府達馬圖魯，造成超過220人死亡，包括150名武裝分子、6名士兵及33名警察。[75]12月18日，尼日利亚官员和目击者称，博科圣地于12月14日在北部杀害了32名村民，绑架了至少185名妇女。[76]

### 2015年
- 1月9日，尼日利亚博尔诺州临近乍得湖城镇巴加在过去的两天中被博科圣地烧毁，可能已经有超过2000余名居民被屠杀，上万名难民已逃离家园。[77]
- 2月6日，博科圣地针对尼日尔的的城市博索及迪法进行突击，最终以失败告终。[78]
- 2月12日，博科聖地首次襲擊乍得。[79]
- 3月28日，奈及利亞政府軍宣稱已攻下博科聖地首都果扎（Gwoza）。[80]
- 7月1日，博科聖地襲擊博尔诺州一個位於乍得湖附近的村莊，殺死97人。[81]

### 2018年
- 2月19日晚間，博科聖地攻擊奈及利亞東北部约贝州達普奇鎮，[82]從一間政府女子寄宿學校擄走110名女學生。[83]據報導，博科聖地組織在3月21日之前釋放了除一名女童以外的所有女童。

- 4月2日，博科聖地組織對邁杜古里郊區的襲擊導致18人死亡，另外84人受傷。幾天前，奈及利亞政府宣稱與博科聖地組織停火。襲擊發生在邁杜古里和該市軍營附近的Bale Shuwa和Bale Kura村莊。

- 5月18日，奈及利亞軍隊在整個查德湖南部盆地與博科聖地組織和奈及利亞部隊的另外一次交戰中殺死了15名博科聖地組織的叛亂分子，並營救了49人。奈及利亞軍隊在加莫蘭村的一場戰鬥中殺死了11名叛亂分子，而其餘的叛亂分子則試圖逃離陸軍在北博爾諾的努力而被殺。奈及利亞軍隊從該地區叛亂分子的藏身處救出了4名男子，33名婦女和16名兒童。

- 12月，博科聖地組織在奈及利亞東北部發動了一系列襲擊。來自西非伊斯蘭國的武裝分子接管了Baga鎮，並佔領了多國聯合特遣部隊基地。

### 2019年
- 1月17日晚，博科聖地聖戰分子突襲了陆军参谋長家附近的一個村莊，六名奈及利亞士兵被殺害，十四人受傷。聖戰分子還繳獲了四輛軍車，另外兩輛军车被完全摧毀。[84]

- 3月22日，博科聖地武裝分子一夜之間殺害了至少23名查德士兵，查德的兩名消息来源當天稱，這似乎是伊斯蘭激進分子在查德境內進行的有史以來最致命的襲擊。突襲發生在查德湖畔附近的当达拉鎮（Dangdala）。消息來源之一補充說，襲擊者被認為是從鄰國尼日爾越過邊界的。[85]

- 8月15日，在博爾諾州首府迈杜古里郊區的一個村莊與伊斯蘭激進分子的槍戰中，三名奈及利亞士兵被殺。[86]

- 9月20日，博科聖地組織聲稱其戰鬥人員8月在布吉納法索北部的庫圖古（Koutougou）製造了恐怖襲擊，造成了該國有史以來最嚴重的恐怖襲擊，致使24名士兵死亡。[87]

### 2020年
- 3月23日，博科圣地武裝分子袭击了乍得博马（Boma）的士兵，导致92人丧生和摧毁了24辆军车。 该袭击是博科圣地组织首次对该国的军方造成的后果最严重的攻击。[88] 乍得军队在为期八天的“波希玛愤怒行动”（Operation Bohoma Anger）中声称约一千名博科圣地武裝分子被杀，同时造成52名士兵身亡。[89]
- 3月23日，至少50名尼日利亚士兵在博尔诺州戈内里（Goneri）村附近的博科圣地伏击中丧生。尽管没有说明实际人数，军方表示所有参与的博科圣地武装分子都被杀。[90]
- 12月11日晚間， 一群騎著機車的武裝團體闖入卡齊納州西北部的中學，在武裝份子與軍警交火的同時，部分武裝人士強制帶離了300多名的學生。原先初步認為是地方強盜作案，但博科聖地隨後於15日承認犯案。17日晚間，卡齊納州州長馬薩里（Aminu Bello Masari）表示，在鄰近的扎姆法拉州森林中成功救出344名男性學生，且沒有造成任何人員傷亡。[91][92]